# Bodó Richárd (kézilabdázó)
Bodó Richárd (Mátészalka, 1993. március 13. –) magyar válogatott kézilabdázó, a Pick Szeged játékosa.

## Pályafutása

### Klubcsapatokban
Bodó Richárd Mátészalkán kezdett kézilabdázni, majd 2008-ban Nyíregyházáról, a Bem "Sasok" (edzője: Ungvári Sándor) csapatából került a Dunaferr SE-hez. Dunaújvárosban kezdetekben a serdülő és ifjúsági csapatban játszott, a felnőtt csapatban az NB1-ben 2010-ben mutatkozhatott be az MKB Veszprém KC ellen, és debütáló mérkőzésén egy nappal 18. születésnapja előtt három gólt lőtt a bajnoki címvédőnek.
2011-től öt szezont játszott Tatabányán, amellyel a nemzetközi szinten is játszhatott rögtön az ott töltött első évében, az EHF-kupában a 3. fordulóig jutottak. 2016-tól a Bajnokok ligájában is induló Pick Szeged játékosa három plusz egy évig. 2018-ban magyar bajnoki címet szerzett csapata, amelyhez Bodó gólerős játéka is jelentősen hozzájárult. A bajnokságban szegedi színekben Bodó lőtte a legtöbb akciógólt 25 mérkőzésen 115 találatig jutott. Emlékezetes mérkőzése volt az alapszakaszbeli címvédő Veszprém elleni idegenbeli mérkőzés, amelyen a szegedi csapat 15 év után először tudott nyerni Veszprémben. Ebben a bajnoki évadban Bodó ezen a mérkőzésen szerezte legtöbb gólját, 10-szer volt eredményes. A bajnoki döntő mindent eldöntő visszavágóján szintén Veszprémben tudott csapata legjobbja lenni 7 góljával. Az aranyérem megszerzése után szerződést hosszabbított a szegedi csapattal. A következő szezonban Magyar Kupa aranyérmet szerzett a szegedi csapattal.

### A válogatottban
A válogatottban 2014-ben játszott először, Mocsai Lajos szövetségi kapitánytól a német válogatott ellen vívott felkészülési mérkőzésen kapott bizalmat. Az abban az évben bekövetkezett kapitányváltás után Talant Dujsebajev csapatában már alapembernek számított, és a sikerrel megvívott Európa-bajnoki kvalifikáció után 2016-ban részt vehetett első felnőtt világversenyén, az Európa-bajnokságon. Az ezt követő években alapembere lett a nemzeti csapatnak. A 2020-as Európa-bajnokságról sérülés miatt maradt le.
Tagja volt a 2021-es világbajnokságon 5. helyezett csapatnak. A 2023-as világbajnokságon 8. helyen végző magyar válogatottban 44 góljával ő volt a legeredményesebb játékos. Ezzel a góllövőlistán a 6. helyre került. A 2024-es januári Európa-bajnokságon ötödik helyezett lett, majd néhány hónappal később részt vett a párizsi olimpián is, ahol végül 10. helyezést érte el a csapattal.

## Sikerei, díjai
- Magyar bajnok (3): 2018, 2021, 2022
- Magyar Kupa-győztes (2): 2019,[9] 2025
- Az év magyar férfi kézilabdázója (1): 2018[10]